# Nowe Kębłowo
Nowe Kębłowo (kaszb. Nowé Kembłowò) – nieoficjalny przysiółek wsi Kębłowo w Polsce położona w województwie pomorskim, w powiecie wejherowskim, w gminie Luzino, przy drodze krajowej nr 6.
Do 26 września 1924 wieś Nowe Kębłowo nosiła nazwę: Fichthof.
Wchodzi w skład sołectwa Kębłowo.